# ロボトロン

Robotron社のロゴ

VEB Kombinat Robotron（人民公社ロボトロン）は、旧東ドイツの人民公社（VEB）。パソコン、ミニコン、メインフレーム、各種周辺機器、ラジオやテレビなどを生産する、旧東ドイツ最大の電子機器製造集団（コンビナート）であった。ドレスデンに拠点を置き、1989年の時点で68,000人の雇用者を有していた。
東側の国営企業でありながら、高いコンピュータの技術を持ち、とりわけ西側諸国のホームコンピュータ（現在のパソコン）に相当するKleincomputer KC 85やKC 87を人民に供給する能力を持っていたことは特筆される（ただしほとんどが教育用や産業用に回されたため、パソコンを所有できた人民は限られていた）。最大500キロボーの通信速度を誇る、教育用のネットワーク規格Rolanetを1987年に策定するなど、周辺の技術にもかなりのものを持っていた。
ベルリンの壁崩壊後の1990年6月30日、国営コンビナートとしてのロボトロンは解体され、各製造部門は株式会社の形態に生まれ変わったが、1990年代にそれぞれシーメンス・ニックスドルフなどの会社に吸収されて消滅した。

## 西側との関わり
ロボトロンのプリンターは西ドイツでも"Soemtron"や"Präsident"などの名で販売され、コモドールの西ドイツ支社も自社のプリンターにロボトロン製パーツを使用するなどしていた。
一方、東ドイツではエプソンのプリンターがロボトロンブランドで販売されていた（しかしプリンターの背面にはちゃんと「Epson」のロゴがある）。

## ギャラリー

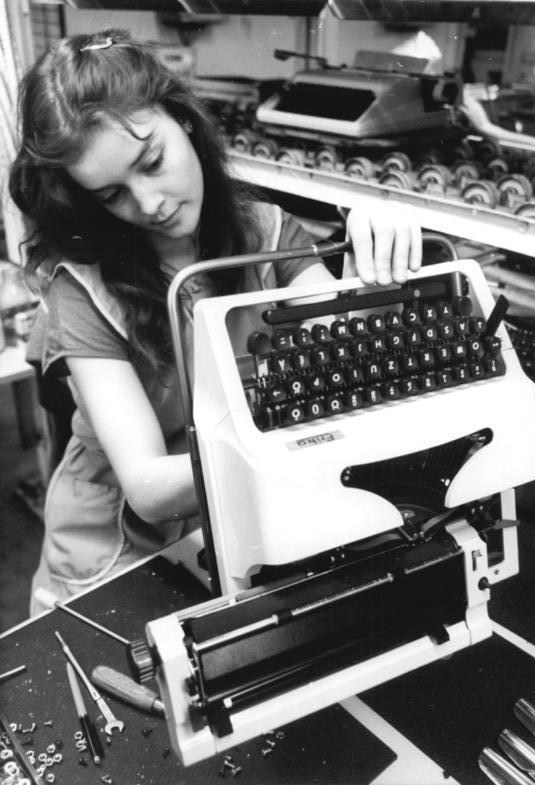
17,000人以上の労働者が人民のために週末も休み無くタイプライターを生産していた（1987年）
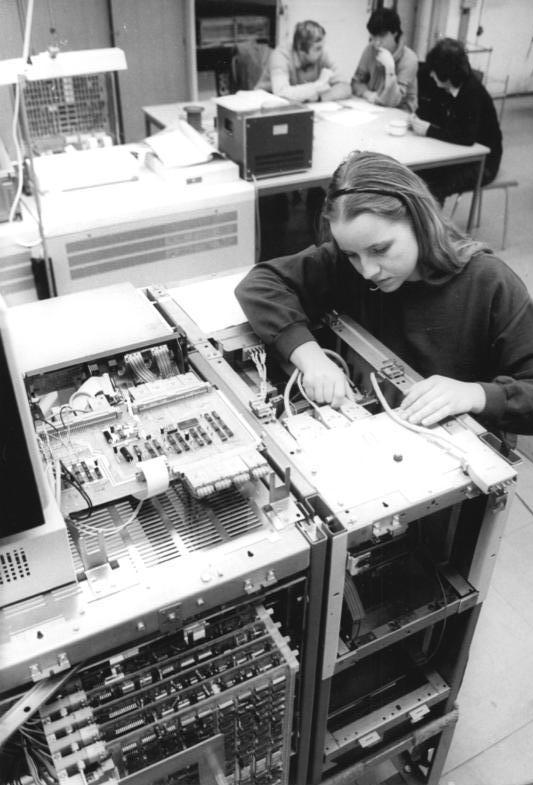
メインフレームES 2655の組立工場で働く労働者

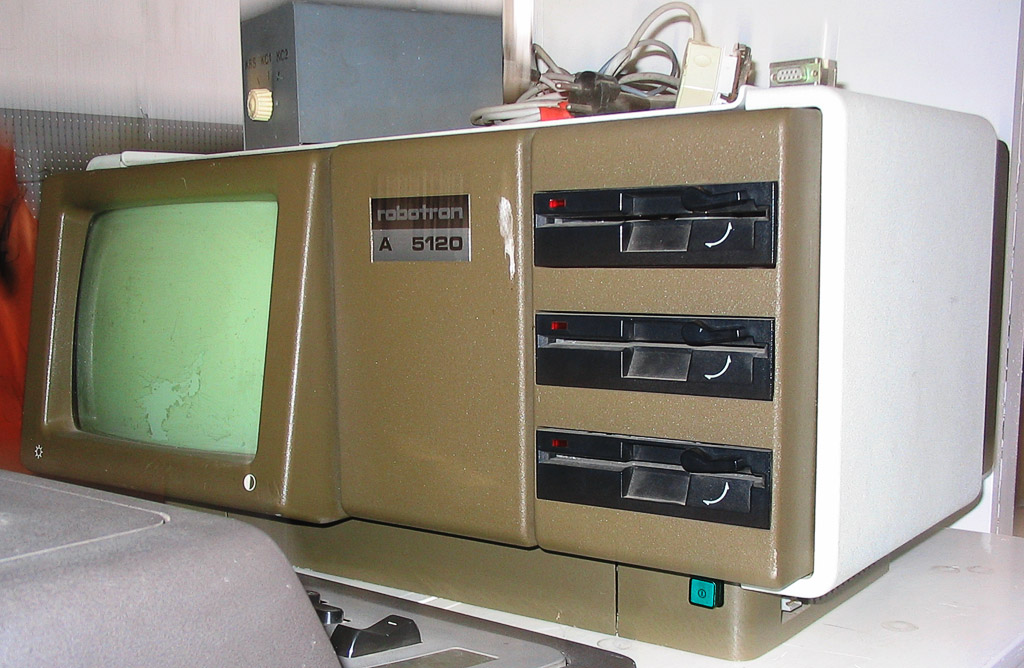
オフコンRobotron A 5120（1982年）
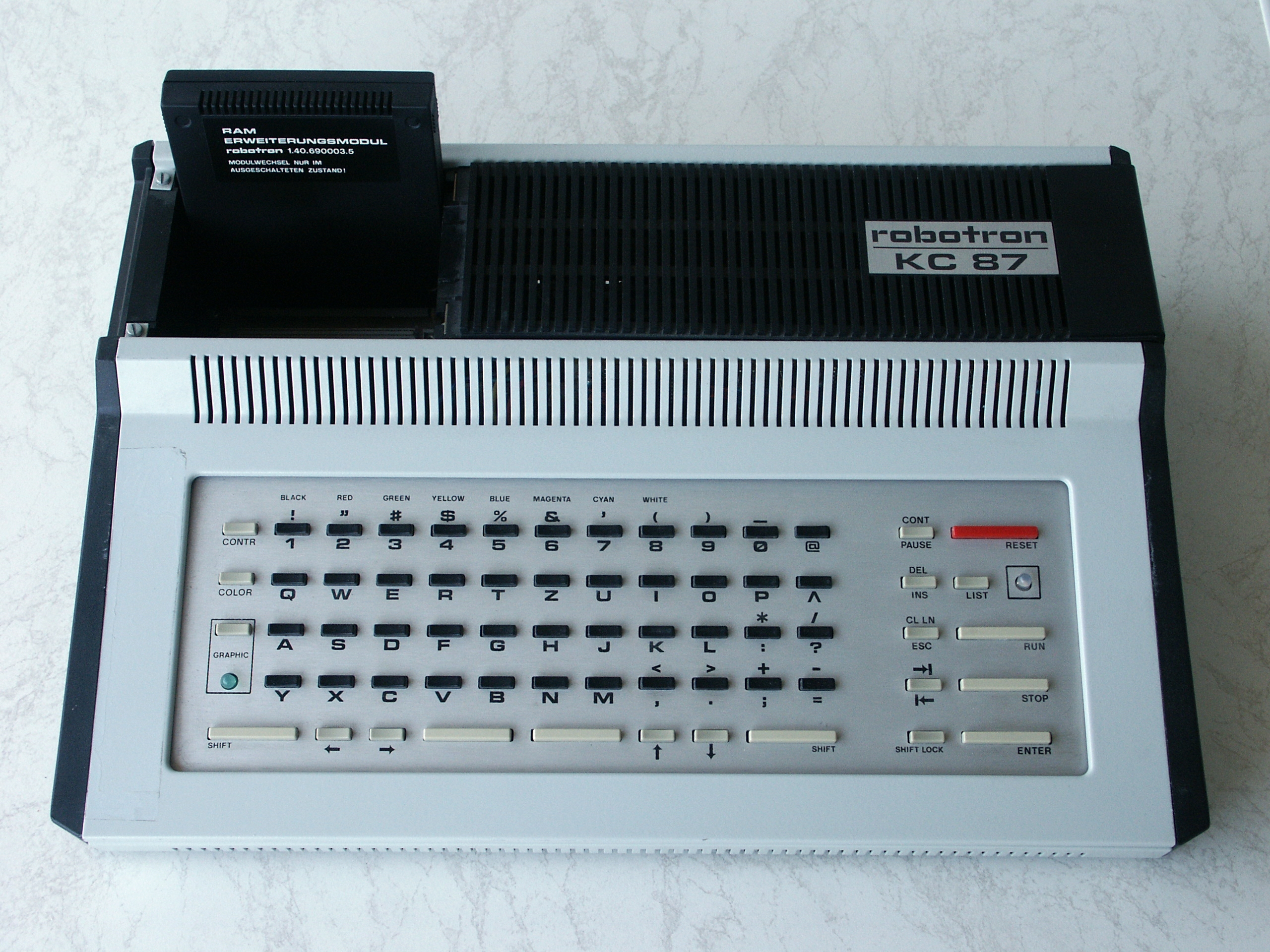
パソコンRobotron KC 87（1987年）
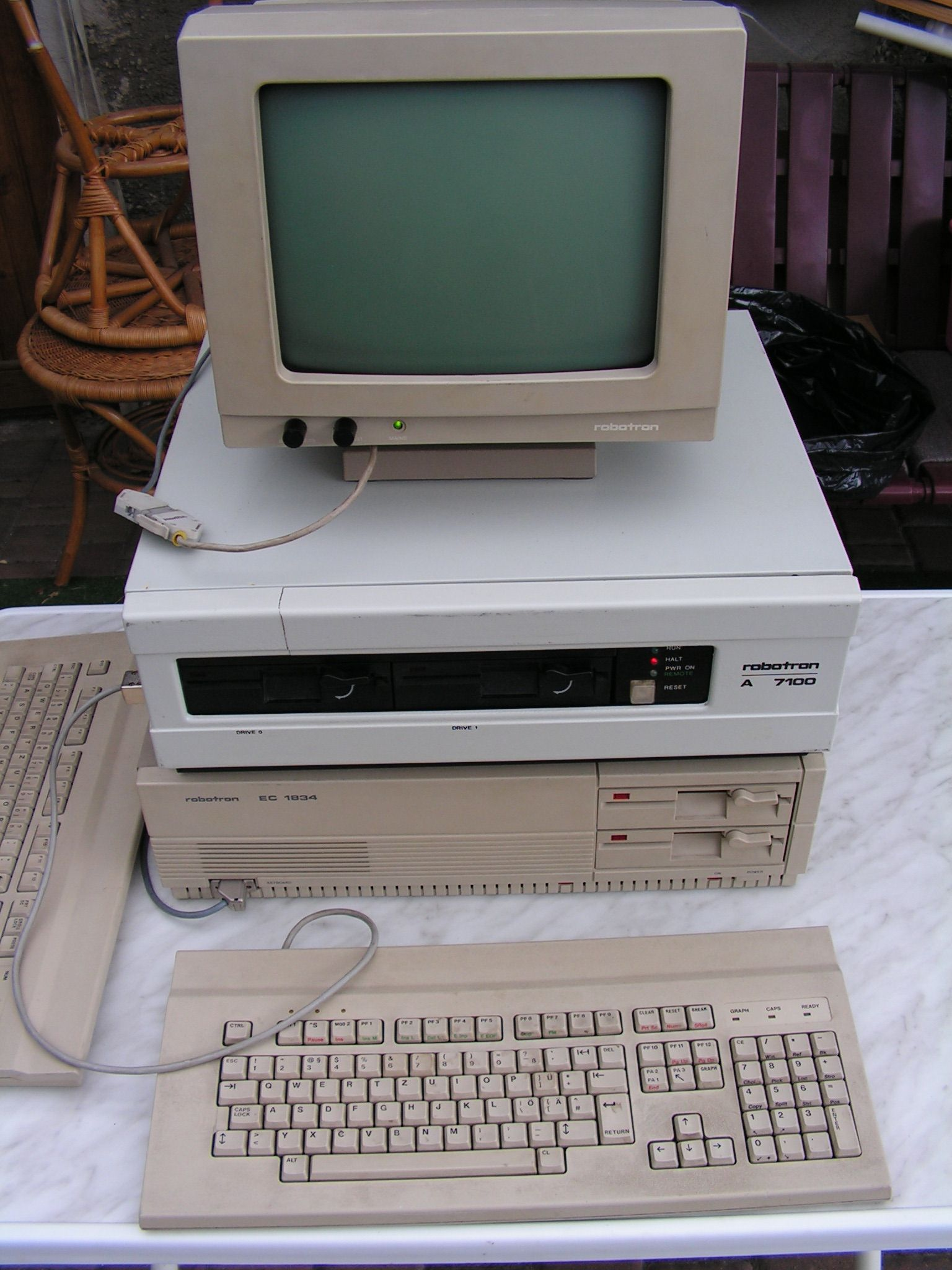
パソコンRobotron A 7100とEC 1834 (IBM XTの互換機)（1986年）
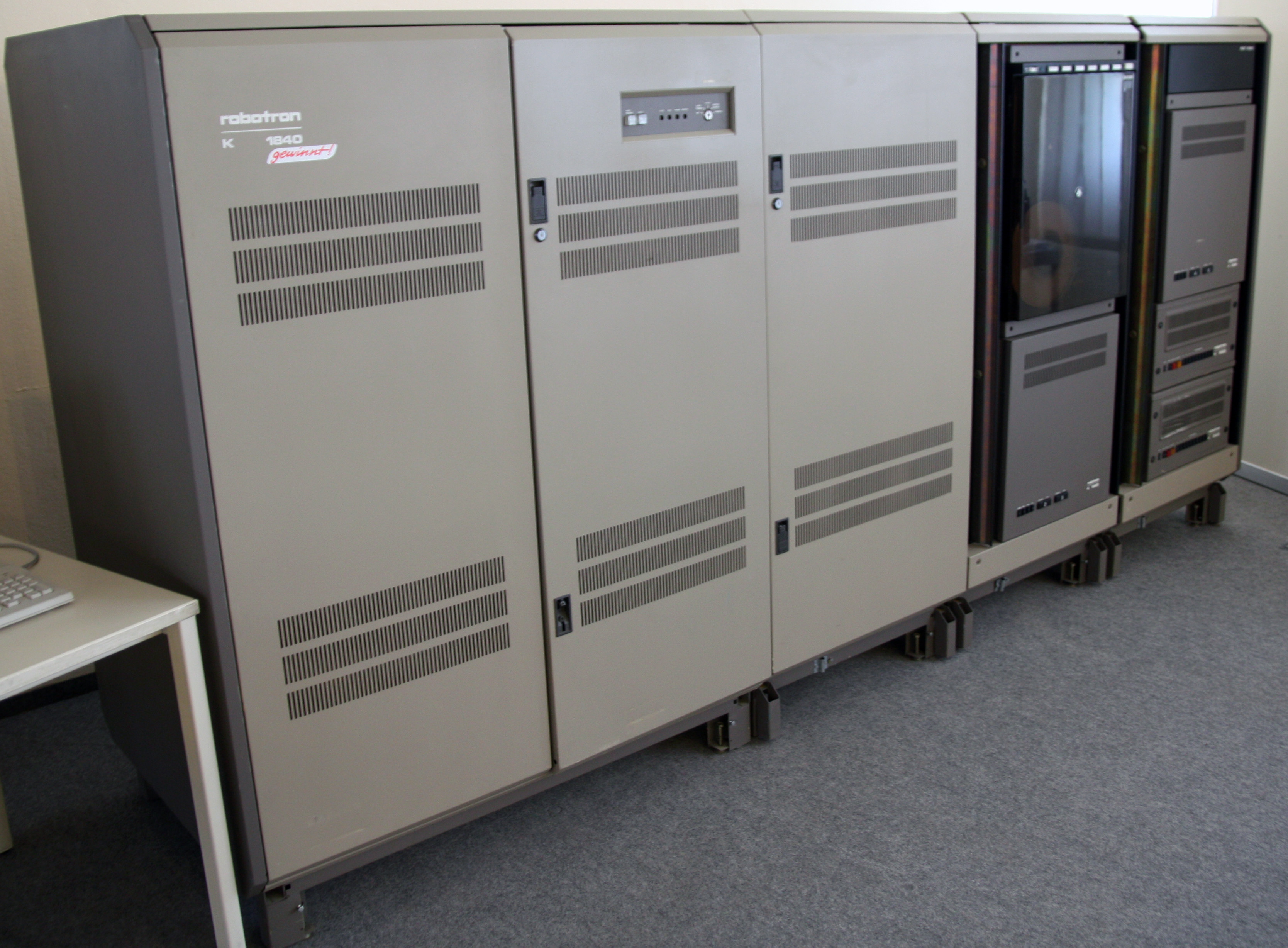
ミニコンRobotron RVS K 1840(COMECON内ではSM 1710とのコードネームで呼ばれた。DEC VAX-11/780のクローンである）（1988年）
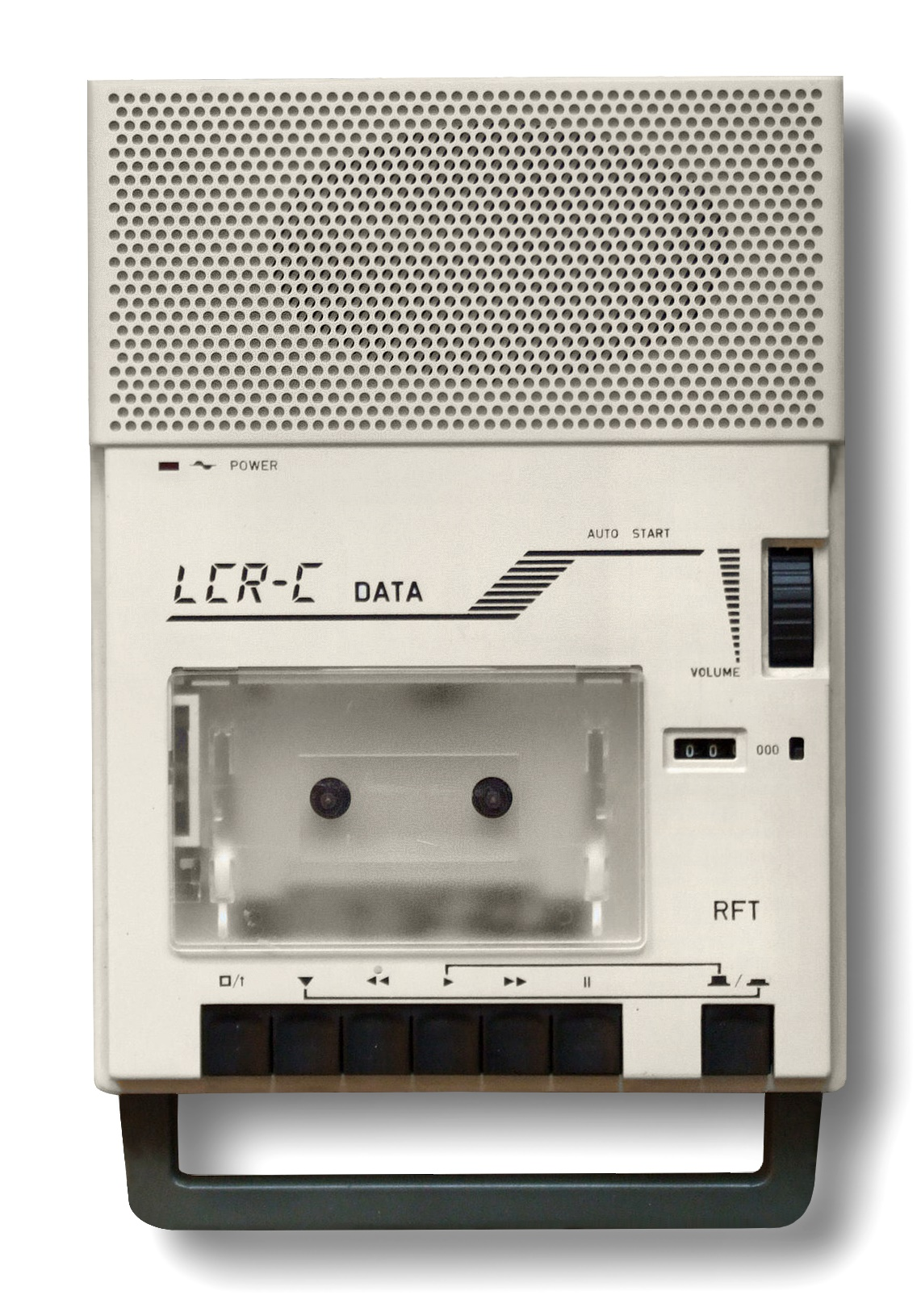
LCR-C-1 DATA。Z-1013（英語版）のデータ記録に用いられた。